# Tonfön Television
Tonfön Television es un servicio de televisión de pago existente en Tonga, que inició sus operaciones en 2002. Ofrece siete canales de cine, noticias, deportes y entretención que transmiten los 24 horas, los 7 días de la semana. Entre los canales disponibles están ABC Asia Pacific, BBC World, Fox News, además de 4 canales programados localmente, los cuales incluyen un canal de deportes, un canal familiar, un canal de documentales y asuntos actuales, y un canal de películas.
Desde noviembre de 2005, Tonfön Television ha enfrentado la competencia de una empresa rival, Sky Pacific, la cual ofrece más canales y una mayor variedad de programas a los televidentes tonganos.